# Tromsøysundtunnel
Der Tromsøysundtunnel ist ein unterseeischer Straßentunnel der Europastraße 8 in der norwegischen Stadt Tromsø im Fylke Troms. Der Tunnel führt unter dem Tromsøysund hindurch und verbindet die Stadtteile Tomasjorda auf dem Festland und Breivika auf der Insel Tromsøya. Der Tunnel hat zwei parallele Röhren, wovon die T1-Röhre 3386 Meter und die T2-Röhre 3500 Meter lang sind. An der tiefsten Stelle ist der Tunnel 102 Meter unter dem Meeresspiegel. Die größte Steigung beträgt 8,2 %. Im Jahr 1994 wurde der Tunnel eröffnet, um den Verkehr über die Tromsøysundbrücke zu entlasten.
Der Tromsøysundtunnel war der erste und 16 Jahre lang der einzige unterseeische Tunnel mit zwei Tunnelröhren in Norwegen, bevor im Jahr 2010 der Knappetunnel in Bergen und der Bjørvikatunnel in Oslo eröffnet wurden. Der Tromsøysundtunnel hat 15 Querverbindungen zwischen den beiden Röhren. Für Fußgänger ist er nicht zugelassen.
Im Jahr 2010 bekam der Tunnel beleuchtete Geschwindigkeitsanzeigen, da sich auf den Schildern sehr viel Abgase ablagern und sie so schlecht lesbar machen. Zwei Jahre später kamen auch für 5 Mio. NOK automatische Blitzkästen hinzu. Hierbei handelt es sich um eine Geschwindigkeits-Abschnittskontrolle (norwegisch gjennomsnittsmåling), die erste Anlage dieser Art in einem Straßentunnel in Norwegen.